# Hanno Müller-Kirchenbauer
Hanno Müller-Kirchenbauer (* 7. März 1934 in Gotha; † 10. Mai 2004) war ein deutscher Bauingenieur für Geotechnik.
Müller-Kirchenbauer studierte an der TH Karlsruhe, wo er 1959 sein Diplom ablegte und 1964 promoviert wurde (Zur Mechanik der Fließsandbildung und des hydraulischen Grundbruchs). Während seines Studiums wurde er 1954 Mitglied der Karlsruher Burschenschaft Tuiskonia.
Nach seinem Studium ging er an die Technische Universität Berlin, wo er 1972 Professor für Geotechnik wurde. Ab 1987 war er Professor an der Leibniz-Universität Hannover. In Berlin ist er Gründer des Ingenieurbüros Müller-Kirchenbauer und Partner (MKP).
Müller-Kirchenbauer befasste sich insbesondere mit Bodeninjektionen, chemischer Bodenverfestigung und deren ökologischen Auswirkungen, Schlitzwänden und dem Verhalten zu ihrer Herstellung verwendeter Suspensionen, rückschreitender Erosion bei Deichen und Dämmen, Deponieabdichtungen und deren Durchlässigkeitsverhalten für chemische Substanzen.

## Schriften
- Zur Theorie der Injektionen, Veröffentlichungen des Instituts für Bodenmechanik und Felsmechanik der Universität Fridericiana in Karlsruhe, Heft 32, 1968
- Untersuchungen zur Eindringung von lnjektionsmassen in porigen Untergrund und zur Auswertung von Probeverpressungen, Veröff. Inst. Bodenmechanik und Felsmechanik der Univ. Karlsruhe, Heft 39, 1969
- Einflüsse der Filtratbildung auf die Stabilität von Schlitzwänden, Vorträge der Baugrundtagung 1972 in Stuttgart